# Hopea

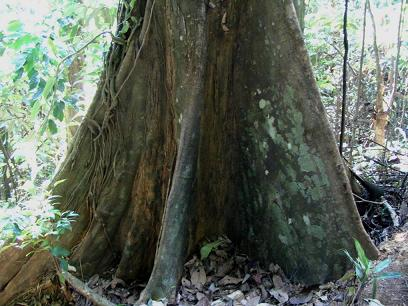
Base del tronc de Hopea beccariana

Hopea és un gènere de plantes amb flor dins la família de les dipterocarpàcies (Dipterocarpaceae).

## Particularitats
La majoria de les espècies són arbres grans de la selva pluvial.

## Taxonomia
N'hi ha 104, cal mencionar:
- Hopea acuminata
- Hopea aequalis
- Hopea altocollina
- Hopea andersonii P.S.Ashton
- Hopea apiculata
- Hopea aptera
- Hopea auriculata
- Hopea bancana
- Hopea basilanica
- Hopea beccariana
- Hopea bilitonensis
- Hopea brachyptera
- Hopea bracteata Burck
- Hopea brevipetiolaris
- Hopea bullatifolia P.S.Ashton
- Hopea cagayanensis
- Hopea canarensis
- Hopea celebica
- Hopea centipeda
- Hopea cernua Teijsm. & Binn.
- Hopea chinensis
- Hopea cordata
- Hopea cordifolia
- Hopea coriacea
- Hopea dasyrrhachia
- Hopea depressinerva
- Hopea discolor
- Hopea dryobalanoides Miq.
- Hopea dyeri F.Heim
- Hopea enicosanthoides
- Hopea erosa
- Hopea exalata
- Hopea ferrea
- Hopea ferruginea
- Hopea fluvialis
- Hopea foxworthyi
- Hopea glabra
- Hopea glabrifolia
- Hopea glaucescens
- Hopea gregaria
- Hopea griffithii
- Hopea hainanensis
- Hopea helferi
- Hopea hongayensis
- Hopea inexpectata
- Hopea jacobi
- Hopea johorensis
- Hopea kerangasensis
- Hopea latifolia
- Hopea longirostrata
- Hopea malibato
- Hopea megacarpa
- Hopea mengerawan
- Hopea mesuoides
- Hopea micrantha
- Hopea mindanensis
- Hopea mollissima
- Hopea montana
- Hopea nervosa
- Hopea nigra
- Hopea nutans
- Hopea oblongifolia
- Hopea odorata
- Hopea ovoidea
- Hopea pachycarpa
- Hopea parviflora
- Hopea paucinervis
- Hopea pedicellata
- Hopea pentanervia
- Hopea philippinensis
- Hopea pierrei
- Hopea plagata
- Hopea polyalthioides
- Hopea ponga
- Hopea pterygota
- Hopea pubescens
- Hopea quisumbingiana
- Hopea racophloea
- Hopea recopei
- Hopea reticulata
- Hopea rudiformis P.S.Ashton
- Hopea rugifloia P.S.Ashton
- Hopea samarensis
- Hopea sangal
- Hopea scabra
- Hopea semicuneata
- Hopea shingkeng
- Hopea siamensis
- Hopea sphaerocarpa
- Hopea subalata
- Hopea sublanceolata
- Hopea sulcata
- Hopea tenuivervula
- Hopea thorelii
- Hopea treubii F.Heim
- Hopea ultima
- Hopea utilis
- Hopea vaccinifolia
- Hopea wightiana
- Hopea wyatt-smithii